# 八部郡
八部郡（日语：／ Yatabe gun */?）是過去位於兵庫縣東部的郡，已於1896年4月1日與菟原郡一同被併入武庫郡。
過去的範圍現已全數被併入神戶市，包括現在的兵庫區全部地區、長田區全部地區、須磨區除西北部以外的大部分地區、中央區的西部小部分地區、灘區西北部小部分地區、北區西南部地區。

## 歷史
在令制國時代屬於攝津國。過去的也曾使用過「矢田部」、「八田部」等漢字名稱。
19世紀末江戶時代結束之際，八部郡大多地區屬於幕府的領地，另有小部分地區屬於古河藩和小泉藩。
隨著1868年幕府的結束及接著實施的廢藩置縣政策，曾分別先後隸屬兵庫裁判所、兵庫縣、古河縣、小泉縣、印旛縣，1871年全數被整併到兵庫縣內。
1879年實施郡區町村編制法，原屬八部郡的神戶町、兵庫津、坂本村被分出設置「神戶區」（後來的神戶市），其餘地區則正式的設置了近代的行政區劃「八部郡」，郡役所設於湊村（位於現在的兵庫區北部），1896年八部郡直接被併入武庫郡。

### 沿革

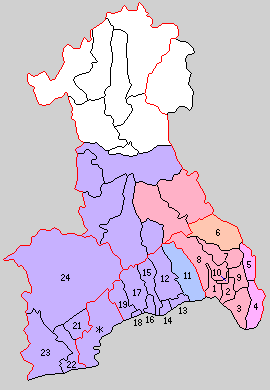
1889年八部郡轄下的行政區劃
21.湊村 22.林田村 23.須磨村 24.山田村
（紫色：現屬神戶市、＊在當時屬於神戶市）

- 1889年4月1日：實施町村制，八部郡下設：湊村（日语：湊村 (兵庫県)）、林田村（日语：林田村 (兵庫県八部郡)）、須磨村、山田村（日语：山田村 (兵庫県武庫郡)）。（4村）
- 1896年4月1日：
  - 湊村、林田村和須磨村的池田地區與神戶區合併為新設立的神戶市。
  - 八部郡其餘於地區和菟原郡一同被併入武庫郡。